# Franciszek Kściuk
Franciszek Kściuk (ur. 21 września 1933 w Zawadzkiem, zm. 24 sierpnia 1972 tamże) – polski piłkarz grający na pozycji bramkarza, skoczek wzwyż. Wieloletni zawodnik Odry Opole.

## Kariera
Franciszek Kściuk karierę piłkarską rozpoczął w Stali Zawadzkie. Następnie przez wiele lat był zawodnikiem Odry Opole, gdzie walczył o miejsce w bramce najpierw z Januszem Paszkiewiczem, potem z Konradem Kornkiem. Pierwszy raz do klubu (wówczas pod szyldem Budowlanych) trafił w 1953. Debiut w ekstraklasie zaliczył 15 sierpnia 1953 w bezbramkowo zremisowanym (0:0) meczu z Ogniwem Kraków. Następnie odbywał służbę wojskową i w jej ramach w latach 1954–1956 występował w Gwardii Warszawa.
Po odbyciu służby Kściuk powrócił do Odry, w której w ciągu prawie 10 lat odnosił największe sukcesy w swojej sportowej karierze. W sezonie 1959, w którym ustanowił własny i klubowy rekord – 720 minut z czystym kontem, wrócił z Niebiesko-Czerwonymi do ekstraklasy, a w następnym sezonie był z nimi bliski zdobycia mistrzostwa Polski. W sezonie 1962 był bliski zdobycia 3. miejsca w lidze oraz zajął 3. miejsce w Pucharze Polski. Natomiast w sezonie 1963/1964 wraz z drużyną odniósł największe sukcesy w historii klubu: 3. miejsce w ekstraklasie, półfinał Pucharu Intertoto. Łącznie dla Niebiesko-Czerwonych rozegrał 105 meczów pierwszoligowych.
Po odejściu z Odry występował jeszcze w innych klubach górnośląskich, w 1970 zakończył karierę piłkarską.

## Śmierć
Zginął tragicznie na cmentarzu w Zawadzkiem przygnieciony przez nagrobek 24 sierpnia 1972 w wieku 38 lat.

## Sukcesy
Odra Opole
- 3. miejsce w ekstraklasie: 1964
- Półfinał Pucharu Polski: 1962
- Półfinał Pucharu Intertoto: 1964